# Seravezza
Seravezza és un comune (municipi) de la província de Lucca, a la regió italiana de la Toscana. Està situat a la Versilia, a prop dels Alps Apuans.
Limita amb els municipis següents: Forte dei Marmi, Massa, Montignoso, Pietrasanta i Stazzema.

## Història
Segons l'historiador Lorenzo Marcuccetti, la batalla de l'any 186 aC recordada per l'historiador Titus Livi es va lliurar entre els lígurs i els romans a Pontestazzemese, un poble que es troba a 6 km de Seravezza, tot i que pertany al municipi de Stazzema. La batalla va tenir lloc en un turó anomenat Colle Marcio, que havia pres el nom del cònsol derrotat: Quint Marci.

## Sants patrons
El patró de Seravezza és Sant Llorenç (màrtir). La seva festa es fa anualment el 10 d'agost.
El patró de la frazione de Querceta és Josep de Natzaret, celebrat el 19 de març. El patró de la frazione de Pozzi és Sant Roc.

## Ciutats agermanades
Seravezza està agermanat amb:
- Calatorao, Espanya

## Persones il·lustres
- Marco Balderi, director d'orquestra